# Stenodema pilosa
Stenodema pilosa (лат.) — вид клопов-слепняков рода Stenodema из подсемейства Mirinae (Miridae).

## Распространение
Встречается в Голарктике: Северная Америка, Евразия. Сибирь, Дальний Восток России, Закавказье, Кавказ, Казахстан, Монголия, Китай.
В соответствии с принятой в 2024 году широкой концепцией S. pilosa — голарктический вид с широким циркумполярным распространением. Он простирается на юг до Калифорнии, Нью-Мексико, Техаса и Джорджии в Неарктике и до Франции, Румынии, Турции, Закавказья, Средней Азии, Центрального Китая и Кореи в Палеарктике. Исходя из характера распространения (с учётом S. trispinosa, синонимизированного в 2024 году с S. pilosa) он считается истинно голарктическим видом, с возможной экспансией после плейстоцена из Берингийского рефугиума.

## Описание
Растительноядные клопы удлинённой формы. Длина 5,4—6,4 мм (до 8 мм). От близких видов отличается следующими признаками: лоб не выступает над основанием наличника; лабиум достигает середины кокса, но не превосходит ее; заднее бедро лишь слегка сужается к вершине, с тремя шипами вентроапикально; волоски на заднем крае заднего бедра такие же густые, как и на других частях бедра, заметно короче ширины заднего бедра; задняя голень прямая в базальном направлении; вздутие над швом проплевры прямое; бороздка на задней части мезоплевр отсутствует; парные ямки между calli маленькие, не различимы из пунктиров или отсутствуют.
- Stenodema pilosa

## Таксономия
Вид был впервые описан в 1889 году русским ихтиологом и энтомологом Василием Евграфовичем Яковлевым (1839—1908) под названием Brachytropis pilosa Jakovlev, 1889 по материалам экспедиции Н. М. Пржевальского. Упоминаемый во многих справочниках и статьях таксон Stenodema trispinosa Reuter, 1904 после изучения типового материала и гениталий был в 2024 году сведён в синонимы к Stenodema pilosa.